# マンハッタン計画の年表
以下は、アメリカ合衆国、イギリス連邦とカナダによる第二次世界大戦中の原子爆弾開発計画、マンハッタン計画の年表である。以下に含まれるものには、マンハッタン計画がマンハッタン工兵管区 (Manhattan Engineering District: MED) の管轄で公的に構成される以前に起こったいくつかの重要な出来事や物理学上の発見、日本への原子爆弾投下後、1947年にMEDがアメリカ原子力委員会にその地位を引き継ぐまでの出来事を挙げた。

## 1939年
- 8月2日 - レオ・シラードが、アインシュタインの署名を得た手紙を合衆国大統領フランクリン・ルーズベルトに送り、ナチスドイツが既に核兵器の研究を進めていた場合に備えて核分裂を利用した兵器の実現可能性についての研究に資金を提供するように助言した。後にアインシュタインはそんな手紙に署名したことを後悔したという。（『アインシュタイン＝シラードの手紙』を参照）
- 9月1日 - ナチスドイツのポーランド侵攻。第二次世界大戦の開始。
- 10月11日 - 経済学者のアレクサンダー・ザックス (en:Alexander Sachs) がルーズベルト大統領に面会、アインシュタイン・シラードの手紙を渡す。ルーズベルトはウラン諮問委員会の設立を承認。
- 10月21日 - ウラン諮問委員会の最初の会合。議長は国立標準局 (National Bureau of Standards) のリーマン・ブリッグス (Lyman Briggs)。中性子の実験のための6000ドルの予算が付けられる。

## 1940年
- 3月 - オットー・フリッシュ (Otto Frisch) とルドルフ・パイエルスが覚書を発表、原子爆弾を動作させるためには少なくとも1ポンド (およそ0.45kg) の濃縮ウランが必要であると計算。
- 4月10日 - イギリスでヘンリー・ティザードによってMAUD委員会が設立。
- 7月1日 - アメリカ国防研究委員会 (NDRC) 議長のヴァネヴァー・ブッシュが核分裂研究の責任者となる。
- 12月 - ドイツ系イギリス人物理化学者のフランシス・サイモンが、ガス拡散法によるウラン235の濃縮法の可能性についてMAUDに報告。技術的な仕様と費用の見積りを決定。ジェームズ・チャドウィックは「原爆は…避けられない」と認識する。

## 1941年
- 2月26日 - プルトニウムの発見の確証がグレン・シーボーグとアーサー・ワールによって得られる。
- 5月17日 - アーサー・コンプトンと全米科学アカデミーの報告が公表。それによると軍事使用可能な原子力生成物の開発に有力な見通し発見。ブッシュは科学研究開発局を設立。
- 7月15日 - MAUD委員会による核爆弾の設計とコストについての最後の詳細なテクニカルレポート発行。
- 10月3日 - MAUD委員会の公式報告書がブッシュに届く。
- 10月9日 - ブッシュがMAUDの発見をルーズベルト大統領に伝える。
- 12月6日 - ヴァネヴァー・ブッシュによる会合。ここで、ハロルド・ユーリーはガス拡散法によるウラン濃縮の研究へ、一方アーネスト・ローレンスは電磁濃縮法の調査に従事すると決定。
- 12月7日 - 真珠湾攻撃によって日米戦争勃発。4日後、ナチスドイツが対米宣戦布告。
- 12月18日 - アメリカでS-1計画の下でのOSRDの初めての会合。核分裂兵器開発の決定。

## 1942年

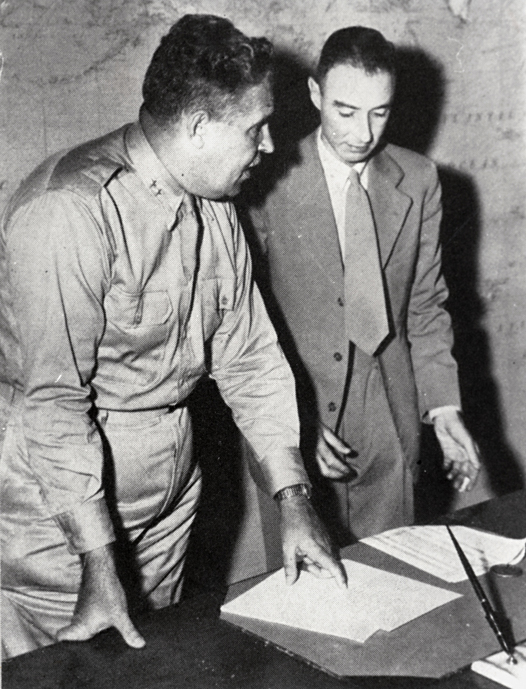
グローブスとオッペンハイマー.

- 7月から9月 - 物理学者のオッペンハイマーはカリフォルニア大学バークレー校で夏の会議を招集、原爆の設計を議論した。ここでエドワード・テラーは水素爆弾の可能性を強硬に主張。
- 8月 - アメリカ陸軍工兵司令部によるマンハッタン工兵管区 (MED) の創設
- 9月13日 - S-1計画の上級委員会において、高速中性子の研究のための中央研究所を建設すべきと決定。コードネームはプロジェクトY。
- 9月17日 - レズリー・グローヴス大佐がMEDの司令官に任命。6日後准将に昇進。
- 9月24日 - テネシー訪問後、グローブスは210 km²の土地を購入。後にオークリッジのサイトXという研究所となる。
- 9月26日 - マンハッタン計画はワー・プロダクション・ボード (War Production Board) によって、最高の戦時優先等級を与えられる。
- 10月15日 - グローブス、オッペンハイマーを"サイトY"研究所の科学研究の調整役に任命。
- 11月16日 - グローブズとオッペンハイマーはニューメキシコのロスアラモスを訪問、そこを"サイトY"の研究所を設置する場所として決定。
- 12月2日 - エンリコ・フェルミによって設計されたシカゴ大学の原子炉シカゴ・パイル1号が歴史上初めて臨界に達する。

## 1943年

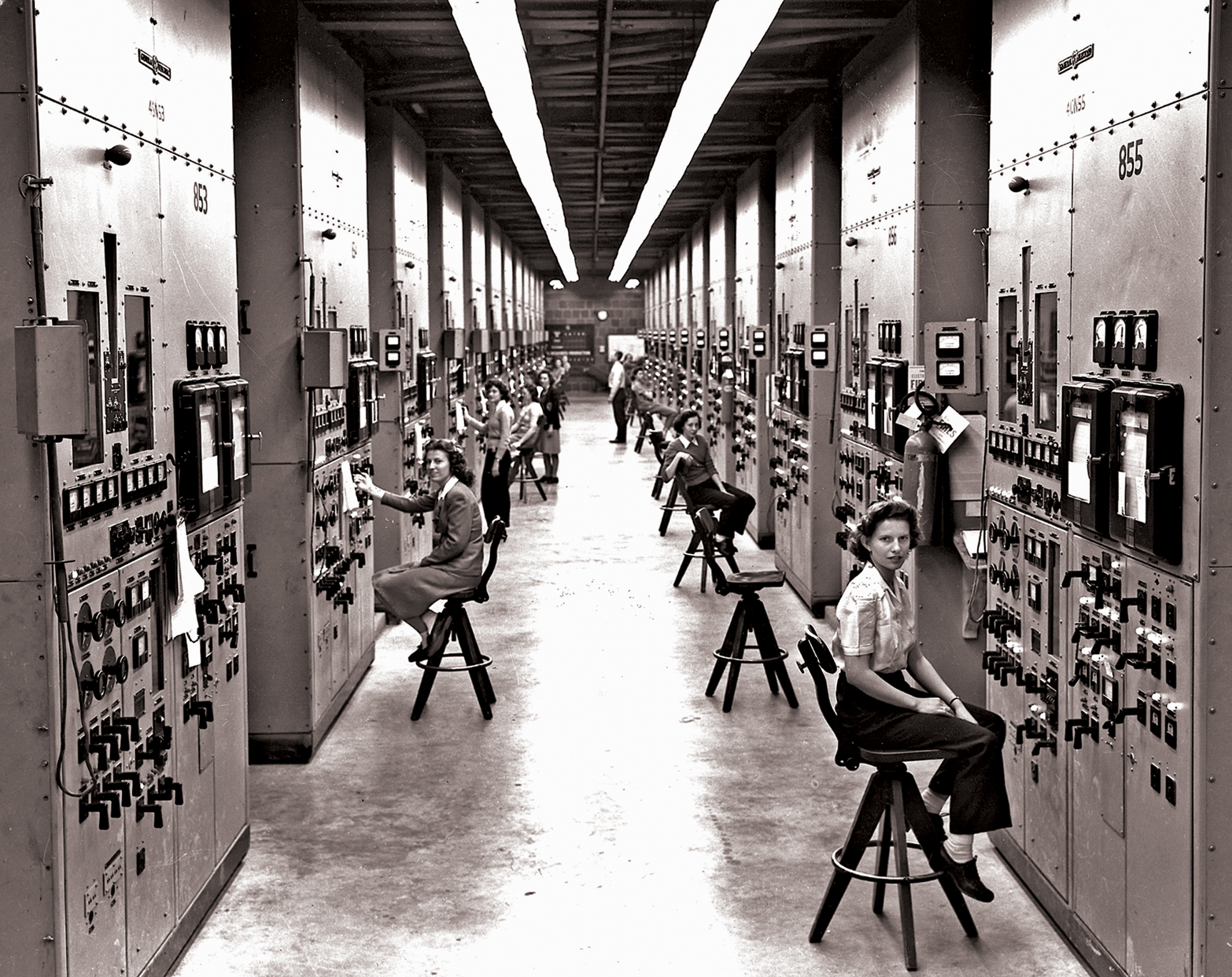
オークリッジのカルトロン。ウラン濃縮が行なわれている。

- 2月1日 - アーリントンホールにて、ヴェノナ・プロジェクト開始。後にソ連のスパイ活動が明らかとなる。関連項目のジョルジュ・コワリやローゼンバーグ事件も参照。
- 2月18日 - オークリッジでY-12工場の建設開始。ウラン濃縮のための巨大電磁分離工場である。
- 4月5日から14日 - ロスアラモスで秘密の紹介講義開始。後にロスアラモスプライマーとして編集される。
- 4月20日 - カリフォルニア大学が正式にロスアラモス国立研究所の運営者となる。
- 8月19日 ルーズベルトとウィンストン・チャーチル首相がケベック協定に署名。イギリス人科学者チームはマンハッタン計画に合流。
- 10月4日 - ハンフォード・サイトでプルトニウム生産のための原子炉の建設開始。
- 10月 - プロジェクトW-47、後にプロジェクトアルベルタと呼ばれる原爆運搬計画が開始。

## 1944年

マンハッタン計画中に開発された2種類の原爆

- 4月5日 - ロスアラモスで、エミリオ・セグレはオークリッジの原子炉で生産されたプルトニウムを受け取る。その10日以内に、プルトニウムはガンバレル型の原爆に使用するのは不適当と発見。
- 7月4日 - オッペンハイマーはセグレの最終調査を検査し、ガンタイプのプルトニウム原爆"シンマン"の開発を放棄。研究所では爆縮方式による原爆の開発が最優先事項とされた。
- 7月20日 - 爆縮方式の開発のためロスアラモスの組織体制を刷新。
- 9月2日 - フィラデルフィア海軍造船所内の核プラントの爆発事故で2人の化学者が死亡、他に数名が負傷。
- 12月9日 - 原爆投下部隊の第509混成部隊が組織される。
- 12月中旬 - ファットマンの爆縮レンズの実験成功。

## 1945年

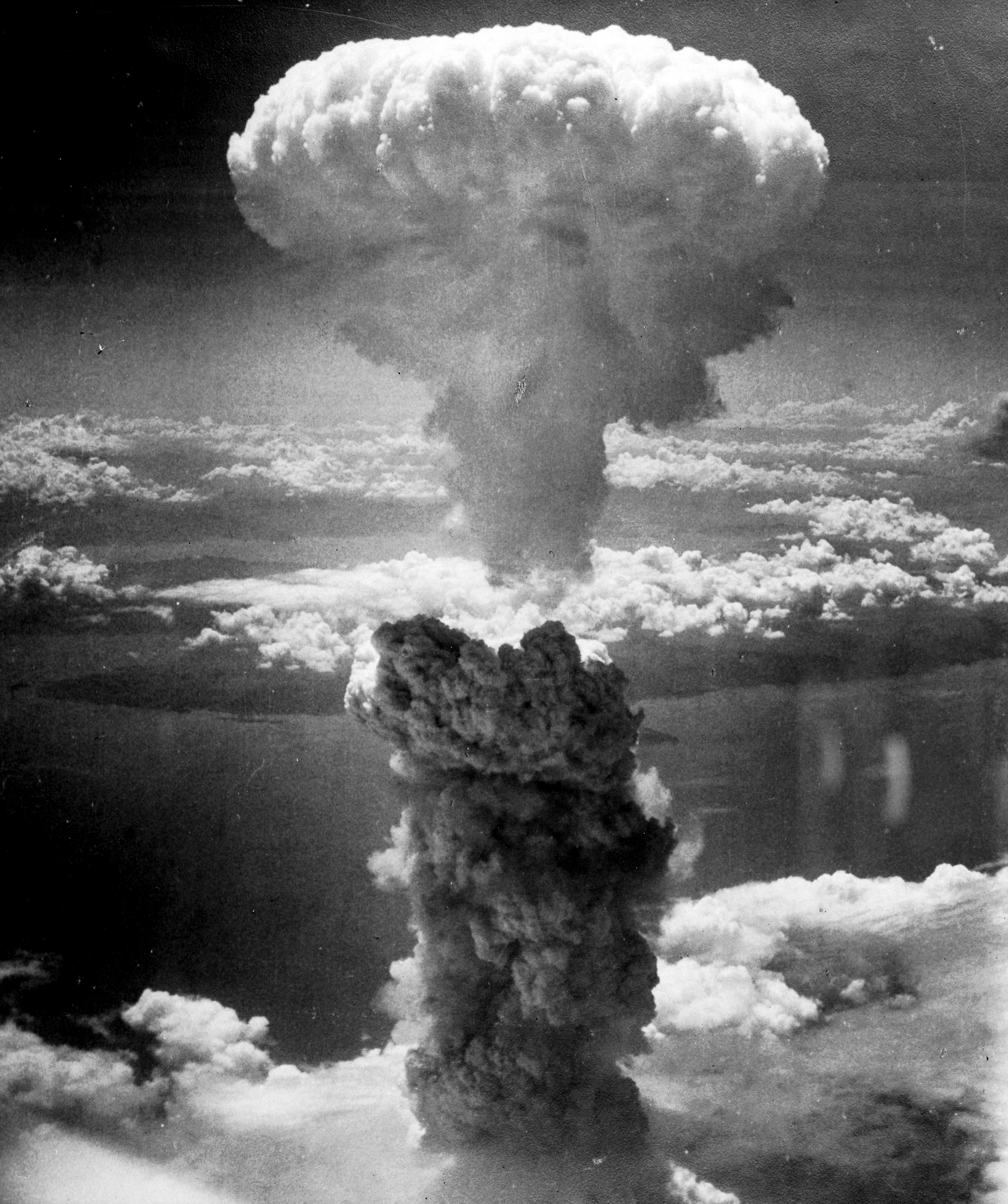
長崎原爆のキノコ雲

- 5月7日 - ナチスドイツ降伏。ヨーロッパでの第二次世界大戦終了。
- 5月10,11日 - ロスアラモスで原爆目標策定委員会の2回目の会議。原爆を投下する目標となる日本の都市がリストアップされる。
- 6月11日 - ジェイムス・フランクらが暫定委員会に報告書を提出し、都市に対して用いる前に無人の地域でデモンストレーションを行なうべきだとした。（『フランクレポート』を参照）
- 7月16日 - 世界初の核実験、トリニティ実験がアラモゴードで実施。爆縮方式のプルトニウム原爆。
- 7月24日 - ハリー・S・トルーマン大統領、ソ連スターリン書記長に原爆開発を明かす。
- 7月25日 - アメリカ空軍参謀総長のカール・スパーツ大将、広島、小倉、新潟、長崎のいずれかの都市に8月3日以降に原爆を投下するよう命令。
- 8月6日 - ガンバレル型ウラン235原爆リトルボーイ、広島へ投下。
- 8月9日 - 爆縮方式プルトニウム239原爆ファットマン、長崎へ投下。
- 8月10日 - トルーマン、原爆投下中止命令を出す。
- 8月12日 - スミスリポート発行。原爆開発の技術史を初めて説明。
- 8月15日 - 玉音放送。日本が降伏する。
- 9月2日 - ポツダム宣言調印。第二次世界大戦終結。
- 10月16日 - オッペンハイマーがロスアラモスの所長を辞任。後任はen:Norris Bradbury。

## 1946年
- 8月 - アメリカでマクマホン法（英語版）として知られる原子力法成立。民生用・軍事用を問わず原子力に関する情報の国外提供が禁止された。これに憤激したイギリスは、ウィリアム・ペニーらマンハッタン計画に参加していた科学者たちを引き揚げさせると共に、独力での核開発を決意する。

## 1947年
- 1月1日 - マンハッタン計画はアメリカ原子力委員会に引き継がれ終了。マクマホン法の施行。